# Doug Lamborn
Doug Lamborn, född 24 maj 1954 i Leavenworth, Kansas, är en amerikansk republikansk politiker. Han representerar delstaten Colorados femte distrikt i USA:s representanthus sedan 2007.
Lamborn studerade vid University of Kansas. Han avlade kandidatexamen 1978 och juristexamen 1985. Han inledde sedan sin politiska karriär inom delstatspolitiken i Colorado.
Kongressledamoten Joel Hefley kandiderade inte till omval i kongressvalet i USA 2006. Lamborn vann valet och efterträdde Hefley i representanthuset i januari 2007. Lamborn är en konservativ republikan. Han är emot federala pengar till stamcellsforskning och emot socialskydd för illegala invandrare.